# Volume excluído
O conceito de volume excluído foi introduzido por Werner Kuhn em 1934 e aplicado a moléculas de polímero logo depois por Paul Flory.

## Na teoria do estado líquido
Na teoria do estado líquido, o "volume excluído" de uma molécula é o volume inacessível a outras moléculas no sistema como resultado da presença da primeira molécula. O volume excluído de uma esfera dura é oito vezes o seu volume — no entanto, para um sistema de duas moléculas, esse volume é distribuído entre as duas partículas, resultando no resultado convencional de quatro vezes o volume; essa é uma quantidade importante na equação de Van der Waals. O cálculo do volume excluído para partículas com formas não esféricas é geralmente difícil, pois depende da orientação relativa das partículas. A distância de aproximação mais próxima de elipses duras e sua área excluída foi recentemente considerada.

## Na ciência dos polímeros
Na ciência dos polímeros, volume excluído refere-se à ideia de que uma parte de uma molécula de cadeia longa não pode ocupar espaço que já está ocupado por outra parte da mesma molécula. O volume excluído faz com que as extremidades de uma cadeia de polímero em uma solução fiquem mais afastadas (em média) do que estariam se não houvesse volume excluído (por exemplo, no caso do modelo de cadeia ideal). O reconhecimento de que o volume excluído foi um fator importante na análise de moléculas de cadeia longa em soluções forneceu um importante avanço conceitual e levou à explicação de vários resultados experimentais intrigantes do dia. Também levou ao conceito de ponto teta, o conjunto de condições em que um experimento pode ser conduzido que faz com que o efeito de volume excluído seja neutralizado. No ponto teta, a cadeia reverte para as características da cadeia ideal. As interações de longo alcance resultantes do volume excluído são eliminadas, permitindo ao pesquisador medir mais facilmente recursos de curto alcance, como geometria estrutural, potenciais de rotação de ligação e interações estéricas entre grupos vizinhos próximos. Flory identificou corretamente que a dimensão da cadeia no polímero fundido teria o tamanho calculado para uma cadeia em solução ideal se as interações de volume excluídas fossem neutralizadas experimentando no ponto teta.